# 攻壳机动队1.5：Human-Error Processor
攻殼機動隊 1.5 － Human-Error Processor由士郎正宗在1991年开始分成4部分發表，最后一部分在1996年推出。故事是接着第一部漫画Ghost in the shell展开的，描述素子离开之后，九课里发生的故事。

## 发表時間
- 1991年發表＂FAT CATS＂
- 1992年發表＂DRIVE SLAVE＂
- 1995年發表＂MINES OF MIND＂
- 1996年發表＂LOST PAST＂